# Nine Black Alps
Nine Black Alps é uma banda de rock alternativo formada em Manchester, em homenagem a uma linha nos Correios por Sylvia Plath e liderada por Sam Forrest.

## História
Desde a sua criação no final de 2003, a banda energéticas performances ao vivo lhes valeu uma base de fãs de hardcore depois de jogar por apenas alguns meses na cena musical de Manchester. Em 2004 a banda assinou contrato com a Island Records e passou o ano turnê pelo Reino Unido e gravar seu primeiro álbum de estúdio com o produtor Rob Schnapf em Los Angeles.

em 2005, depois de ter concluído a gravação do álbum, Nine Black Alps excursionou extensivamente no Reino Unido, promovendo o lançamento de seu álbum de estréia, Tudo é em 13 de junho de 2005. A banda divulgou o Kaiser Chiefs por parte de sua turnê pelo Reino Unido em abril de 2005, e mais tarde Weezer em agosto. A banda também se apresentou no festival de Glastonbury 2005, T in the Park, V Festival, eo Reading e Leeds Festival. Também em 2005 Nine Black Alps realizada no Japão, no Festival de Inverno SonicMania em fevereiro, e mais tarde nesse ano voltou a jogar os Espaços Club Quattro em Tóquio e Osaka. A banda também passou um tempo turnê norte da Europa, incluindo França, Holanda e Alemanha e também apoiou o Kaiser Chiefs na Escandinávia. A banda também se aventurou para os EUA, tocando no Festival South by Southwest em Austin, Texas, e fazer uma pequena turnê do nordeste. Durante fevereiro 2006 Nine Black Alps partiu para uma final 'Tudo é' turnê pelo Reino Unido com seus amigos de Manchester A Longcut como suporte. Este foi Nine Black Alps "maior e mais bem sucedida turnê pelo Reino Unido até à data, e incluiu shows esgotados manchete no Manchester Academy e um Shockwaves NME Awards Show no Hammersmith Palais.

Seu primeiro single foi EUA "Cosmopolitan", a sua Tudo álbum foi lançado nos Estados Unidos em 28 de fevereiro de 2006, e para apoiar o lançamento do álbum Nine Black Alps excursionou os EUA extensivamente durante 2006, incluindo várias apresentações no festival South by Southwest em Austin, Texas e uma apresentação no Festival Coachella em 28 de Abril daquele ano.
em 18 de outubro de 2006, NME.com relataram que estavam trabalhando no seguimento da Everything Is, gravar com Oasis e produtor Dave Sardy Jet em Los Angeles, Califórnia: "De acordo com um post no Nineblackalps.com a banda e Dave Sardy vontade "sulco suas testas, desabafar seus baços e sangrar seus corações para a produção de um glorioso technicolor audiophonic dreamscape '". 

Nine Black Alps jogado no Palco NME em Reading e Leeds Festival e Tartan Belladrum Coração Festival, Invernesshire, em agosto de 2007. Primeiro lançamento da banda de 2007 veio na forma de "Pocket Full of Stars", uma canção escrita pela banda e Hayley Hutchinson para inclusão na trilha sonora do filme de Surf de Cima. O primeiro single retirado do novo álbum foi "Burn Faster", lançado em 23 de julho eo segundo single, "Bitter End", foi lançado em 15 de Outubro.

O segundo álbum da banda, Love/Hate, foi lançado em 29 de outubro de 2007.

Em novembro de 2007 Nine Black Alps apoiado Biffy Clyro na perna escocês de sua turnê e Black Rebel Motorcycle Club, dois de seus passeios de apoio de maior prestígio. No verso desta, Nine Black Alps trouxe a era 'Love/Hate' e sua parceria com a Island Records para um fim com uma turnê de sucesso manchete Reino Unido em janeiro e fevereiro de 2008.

Tendo passado grande parte de 2008 novo material de escrita, Nine Black Alps terminou de gravar seu álbum full-length terceira em fevereiro de 2009 com o produtor Dave Eringa em Bryn North Wales Derwen Studio.

Em abril de 2009, Nine Black Alps lançou uma música download gratuito em NME.com e seu próprio site. A faixa, chamada "Nada Buy ', foi o primeiro lançamento de seu próximo álbum em terceiro lugar, fechado de dentro para fora. Álbum de estúdio da banda em terceiro lugar, bloqueado a partir do interior foi lançado em 5 de outubro de 2009, e foi promovido por uma turnê pelo Reino Unido como um todo.

A banda repotedly escrito seu quarto álbum que será lançado ainda este ano e começou demos o novo material como uma peça de 03 de maio no início do West Yorkshire aldeia de Linthwaite. O baixista Martin Cohen deixou a banda no início de 2011 para purusue seu solo Maid Leite projeto [6], com quem ele é assinado para Brighton baseados gravadora Fat Cat Records.
Como disse em seu site oficial, "Encontramo-nos de volta ao estúdio, um ano mais velho, mais sábio e mais rústico -. Gravar um monte de músicas novas que podem ou não podem encontrar seu caminho para alguma forma de álbum" 

Seu single "Not Everyone" apareceu em Midnight Club 3: DUB Edition é "Shot Down" apareceu em SSX on Tour.

## Integrantes

### Formaçao actual
- Sam Forrest - vocal, guitarra, baixo
- David Jones - guitarra, baixo
- James Gallery - bateria

### Ex-integrantes
- Martin Cohen - baixo, guitarra

## Discografia

### Álbuns
- 2005: Everything Is
- 2007: Love/Hate
- 2009: Locked Out from the Inside
- 2012: Sirens

### EPs
- 2006: Glitter Gulch EP

### Singles
- "Cosmopolitan" (2004)
- "Shot Down" (2005)
- "Not Everyone" (2005)
- "Unsatisfied" (2005)
- "Just Friends" (2005)
- "Burn Faster" (2007)
- "Bitter End" (2007)
- "Buy Nothing" (2009)

### Compilações
- "Surf's Up: Music From The Motion Picture" (Pocket Full of Stars)
- "Class aA: Beyond Entertainment" (Over the Ocean)